# Petru Abelard

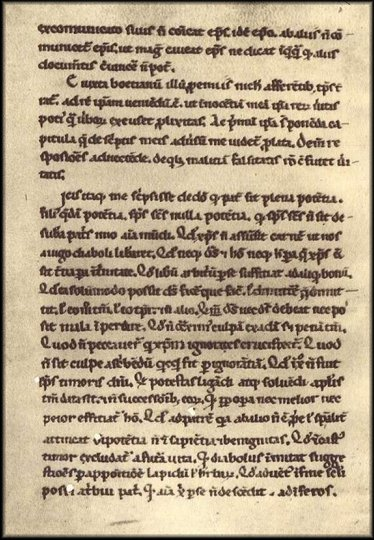
Pagină din Petrus Abelardus, "Apologia contra Bernardum" - manuscris din secolul al XII-lea

Petru Abelard (în latină Petrus Abelardus, în franceză Pierre Abélard sau Abailard) (n. 1079, Le Pallet, Pays de la Loire, Franța – d. 21 aprilie 1142, Chalon-sur-Saône, Bourgogne, Franța) a fost un filosof, logician și teolog scolastic din Franța.
A studiat cu nominalistul Roscelin iar la Paris a fost elevul realistului Guillaume de Champeaux. Printre controversele purtate de Petru Abelard se numără și aceea cu canonicul Fulbert de Paris, a cărui nepoată Héloïse a fost eleva și iubita secretă a lui Abelard. Din anul 1118 s-a retras la mănăstire.
Abelard a jucat un rol important în disputa universaliilor. S-a opus teoriilor realiste dar totodată a avut o atitudine critică și față de teoriile nominaliste despre universal.

## Biografie
Abelard s-a născut la Palais, în Bretania, în 1079, ca primul fiu al unui cavaler pe nume Béranger, proprietarul satului natal. Numele său inițial a fost Petru de Palais (latinizat Petrus Palatinus), la care însă a renunțat mai târziu, odată cu abandonarea dreptului succesoral, spre a se dedica studiului. Își va lua numele de Abelardus (de la cuvântul latin bajulus, tutore, sau poate de la abeille, albină).
Primul său profesor de filosofie a fost Roscelin, un nominalist radical, care avea o școală în Bretania. Al doilea profesor al lui Abelard, Guillaume (lat. Guilelmus) din Champeaux, arhidiaconul școlii catedrale din Paris, a fost realist, având deci încredințarea că universaliile sunt însăși esența existenței.
Între aceste două poziții extreme, Abelard a încercat să afirme o opțiune proprie, exprimată însă în cadrul unor polemici aprinse și, din acest motiv, formulată oscilant, insuficient de clar. Filosofia sa este de altfel o veșnică polemică, simțul său critic aducându-i adesea probleme în raporturile sociale.
La numai câțiva ani după sosirea la Paris începe să polemizeze tăios cu Guillaume de Campeaux, profesorul său, devenindu-i nesuferit și provocându-i acestuia reacții dușmănoase. Abélard încearcă să-și constituie propria sa școală la Melun, undeva în vecinătatea Parisului tocmai pentru a sta în coasta maestrului dar o boală neașteptată îl împinge spre casa natală pentru câțiva ani. După ce se însănătoșește află că Guillaume de Champeaux intrase în rândul clerului monastic și devenise episcop de Chalons, unde continua să predea dialectica.
Abelard îl caută și acolo pentru „a învăța mai multă retorică din gura sa” dar își reia vechiul obicei de a-și contrazice profesorul. De data aceasta cu mult mai mult succes, căci îl determină (Abelard având doar vreo 25 de ani) să-și revizuie doctrina despre universalii în asemenea măsură încât acesta renunță cu totul la a mai susține realismul clasic, trecând la o poziție diferită care afirma diferența de manifestare a esenței în lucruri. Practic, dificultatea în care este pus de către incisivitatea elevului său constă tocmai în transformarea cursului său de dialectică într-un fel de monolog axat exclusiv pe problema universaliilor, ceea ce îi prilejuiește, din nou, lui Abelard, o observație sarcastică: „cursurile sale s-au adâncit într-o stare de raționament neglijent care numai cu greu s-ar mai fi putut numi predarea științei dialecticii”.
După acest succes, tocmai succesorul lui Guillaume la catedra din Paris îi oferă lui Abélard scaunul său. Se spune că succesul lui Abélard a fost răsunător, reușind să adune în jurul său câteva mii de studenți, însă Guillaume află și numește un alt succesor la catedrală iar Abélard se întoarce la Melun și-și reia activitatea în prima sa școală privată. Profitând de o perioadă de retragere a lui Guillaume, Abélard revine la Paris și predă într-o școală improvizată din vecinătatea orașului (Catedra fiind ocupată), dar nu pentru multă vreme deoarece Guillaume se întoarce în forță, provocând, de această dată, dezgustul întregii comunități studențești.
Prin 1113 Abélard se decide să studieze teologia și apelează la renumitul Anselm din Laon, o autoritate a vremii. După un timp Abélard rămâne dezamăgit de nepotrivirea între faima și calitățile reale ale lui Anselm („dacă veneai la el mânat de îndoială asupra vreunui subiect, plecai și mai nelămurit” – constată Abelard în autobiografia sa, insistând malițios, poate și cu un anumit tâlc, că nu era în stare nici să aprindă o candelă: „reușea să umple casa de fum fără să obțină nici o iluminare”). Pentru a-l înfrunta, Abélard începe să scrie niște glose la Cartea lui Ezechiel. Relațiile cu maestrul s-au tensionat, iar Abelard a devenit și mai faimos.
Întors din nou la Paris, continuă să predea câțiva ani în școala catedralei, continuându-și glosele începute la Laon și ajungând o autoritate respectată atât în teologie cât și în filosofie. Acesta este momentul în care intervine celebra sa relație cu Heloise, ce-i întrerupe din nou cariera. Heloise era fiica nelegitimă a unui canonic, trăind sub îngrijirea unchiului său, tot canonic, Fulbert din Paris. Fire foarte studioasă, Heloise este încredințată de către unchiul său lui Abélard, pentru continuarea educației . O pasiune incurabilă izbucnește între cei doi, care își găsesc refugiu în casa surorii lui Abélard. Aici Heloise naște un fiu, Astralabius. Abélard și Heloise se căsătoresc, încercând să-l îmbuneze pe unchiul Heloisei, Fulbert, care începuse să-și manifeste dezamăgirea față de turnura evenimentelor. Cariera eclesiastică promițătoare a lui Abélard era în contradicție cu ideea de căsătorie, motiv pentru care ei se decid să o țină în secret. O va duce pe Heloise la o mănăstire benedictină de maici din apropierea Parisului. Fulbert nu consimte la acest lucru și, crezând că Abélard încearcă să scape de Heloise, caută răzbunarea. Dă buzna, noaptea, și îl mutilează, asigurându-se în acest fel că Abélard va fi nevoit să renunțe definitiv la cariera eclesiastică. Acoperit de rușine, Abélard se retrage la mănăstirea benedictină St. Denis, unde trăiește în liniște până în 1118, predând călugărilor.
Aici Abélard îndrăznește să se îndoiască de faptul că Dionisie Areopagitul este același cu patronul spiritual al mănăstirii, așa cum credeau călugării ; acest lucru i-a adus un nou conflict. Pleacă, este obligat să revină pentru retractări, apoi se retrage în ținutul Champagne, unde construiește un mic oratoriu pe care îl numește Paracletus, subordonat mănăstirii St. Denis. Are atâta audiență încât la un moment dat oratoriul său este reconstruit din piatră. Între timp (1121), una din lucrările sale, De Unitate et Trinitate Divina, este condamnată la Conciliul din Soissons. Abélard se simte în pericol, crezând că va fi persecutat. Lucru care se și întâmplă oarecum după ce, fiind ales ca abate la mănăstirea Sf. Gildasius din Ruys, Bretania, călugării de acolo se arată recalcitranți, încercând chiar să-l otrăvească și să-l stranguleze .
Pleacă din nou la Paracletus, unde o întâlnește pe Heloise. Stau un timp împreună, lucru scandalos, Abélard trebuind din nou să plece. Începe să-și scrie autobiografia, Historia calamitatum.
Peste câțiva ani începe o altă polemică majoră, dusă până la conflict, cu Bernard de Clairvaux. Acesta îl acuză pe Abélard, la Conciliul de la Sens, în 1141, de erezie. Motivele acestei acuzații sunt mai multe, cel mai important, se pare, constând în considerarea Trinității ca simplu atribut divin (ca teolog, Abélard a fost adept al dialecticii, fapt ce l-a condus mereu la formularea unor enunțuri bizare despre adevărurile de credință; el trata, de pildă, dogma trinității în conexiune cu teoria atributelor divine). Un alt punct fierbinte al activității sale îl constituie cartea Sic et non, constând în citate din Sfinții Părinți, aranjate astfel încât să contrazică adevărurile teologiei, fără a oferi o soluție la aceasta.
Abélard părăsește Conciliul fără să se apere, apelând direct la papa Inocențiu al III-lea. Între timp, Bernard scrie și el papei, formulând un denunț asupra unui susținător de-al lui Abélard. Papa îi interzice lui Abélard să mai scrie, ordonând ca restul textelor sale să fie arse.
La intervenția abatelui din Cluny, lui Abélard i se permite să-și petreacă restul vieții în abația respectivă. Moare la 63 de ani, în 1142, fiind înmormântat la Paracletus. În 1164 a murit și Heloise, iar trupul ei a fost așezat alături de cel al lui Abélard.

## Scrieri
Opera sa poate fi împărțită în trei mari categorii: poezii și scrisori, texte logice, respectiv texte teologice. În plus, el a mai scris Historia calamitatum („Istoria nenorocirilor mele”), o autobiografie.
Scrierile logice includ: 
Introductiones parvulorum (1114), constând în glose despre Porfir, Aristotel, Boethius;
Logica "ingredientibus" sau Glosele de la Milano (1120), constând în comentarii la Aristotel și Porfir;
Logica "nostrorum petitioni" sau Glosele de la Lunel (1124), un comentariu foarte amplu al Isagogei lui Porfir;
Dialectica (redactată în perioada în care Abélard se afla la Cluny, constând într-un tratat de logică din patru cărți, în care expune teoria diviziunii și definiției, comentează pe Porfir, Boethius și Categoriile lui Aristotel),
Glossulae in Porphyrium.
Textele teologice sunt: 
De unitate et trinitate divina („Despre unitatea și treimea divină”, 1120, tratatul condamnat la Conciliul de la Soissons),
Sic et non („Da și nu”, 1122-23),
Theologia Christiana (1124-1136),
Expositio ad Romanos (Expunere despre [Epistola lui Pavel] către romani),
Ethica seu Scito teipsum („Etica sau cunoaște-te pe tine însuți”), respectiv
Dialogus inter Philosophum, Judaeum, et Christianum („Dialogul dintre un filosof, un evreu și un creștin”).

#### Ediții în limba română
- Pierre Abelard: Comentarii la Porfir. Despre universalii impreuna cu fragmente corespondente din Porfir, Boethius si Ioan din Salisbury, Ediție bilingvă. Traducere din limba latină de Simona Vucu. Notă introductivă, tabel cronologic și note de Mesaroș, Claudiu[nefuncțională]
 și Simona Vucu. Postfață de Mesaroș, Claudiu Arhivat în 2 octombrie 2015, la Wayback Machine., Editura Polirom, Iași, 2006.
- Abelard, Etica, traducere de Dan Negrescu, ed. Paideia, București, 1994.
- Heloise și Abelard, Autoportrete epistolare, introducere, traducere și note de Dan Negrescu, ed. Paideia, București, 1995.
- Abelard, Logica ingredientibus (fragment), traducere de Cătălin Zaharia, în antologia Istoria filosofiei în texte alese, ediție alcătuită de G. Vlăduțescu, I. Bănșoiu, S. Totu, ed. Paideia, București, 2004, pp. 421–442.

## Rațiune și credință
La Abélard, ca și pentru toți gânditorii medievali, între rațiune și credință există o legătură foarte strânsă. Spre deosebire de ceilalți, Abélard consideră însă că teologia este reductibilă la dialectică, în sensul că adevărurile de credință, inclusiv misterele, pot fi înțelese de către intelect. Astfel, dacă principiul lui Anselm fusese Credo ut intelligam, „cred ca să înțeleg”, Abélard insistă pe forma inversată a acestei formule. Pentru el este mai importantă înțelegerea, pătrunderea dialectică a adevărurilor: credința trebuie să se bazeze pe rațiune. Identificarea filosofiei cu teologia are loc la Abélard în alt sens: nu în sensul urcării filosofiei la rangul de teologie (ca la Eriugena), ci în sensul coborârii teologiei la nivelul logicii sau dialecticii. Până și Trinitatea divină este comparată, la un moment dat, cu un silogism. 
Toate acestea nu înseamnă că Abélard ar fi voit să pună în criză importanța credinței sau că nu a fost conștient și atent la pericolul căderii în erezie. Dimpotrivă, ar fi spus el, dacă dialectica ar însemna îndepărtarea de Sf. Pavel și de Hristos, ar renunța la ele, chiar dacă l-ar chema Aristotel, nu Abélard. Ceea ce și-a propus este de fapt apărarea credinței cu ajutorul unui instrument mai puternic: logica. Și, cu nici un preț, nu putea să accepte renunțarea la ea, fiind convins că cei care o resping fac astfel numai pentru că nu o înțeleg.
Convingerea lui Abélard este că credința nu trebuie să însemne asumarea oarbă a unor propoziții pe care nu le înțelegem. A crede înseamnă id quod mente firmiter tenemus (ceea ce mintea consimte cu putere). Trebuie să înțelegem ceea ce credem și, în consecință, credința vine din rațiune. Poziția lui Abélard este deci aceea a unui raționalist incurabil, ceea ce poate explica, cel puțin parțial, poziția sa mereu duală în majoritatea problemelor de care s-a ocupat. Prima sa convingere, totuși, este aceea că Logica constituie instrumentul indispensabil al Teologiei. 
Acest lucru trebuie însă înțeles numai ținând cont de cultura și textele la care avusese acces Abélard; el nu alege nominalismul și logica sau dialectica în detrimentul unui platonism sau al unui realism per se. Prin educație, Abélard este un dialectician care se opune realiștilor contemporani cu el și de aceea, în măsura în care respinge realismul, o face cu scopul de a respinge pozițiile unor oponenți ca Guillelmus din Champeaux sau Gilbert de Poitiers. Abélard nu face parte din acea categorie de filosofi a căror problemă este dacă are dreptate Platon sau Aristotel; pentru el este esențial dacă are dreptate Abélard sau Guillelmus din Champeaux. Pentru a învinge, Abélard se folosește cu succes de Aristotel; faptul – însă – că nu se avântă în teme platoniciene (oricum prea puțin cunoscute la vremea lui) este mai degrabă o strategie de ocultare a surselor oponenților săi decât o desconsiderare directă a lui Platon .
În Dialectica, Abélard numește șapte lucrări utilizate de latini în textele de logică: Isagoga lui Porfir, Categoriile și Despre Interpretare de Aristotel și patru lucrări de Boethius (Cartea despre diviziuni, Topica, Silogismele categorice și Silogismele Ipotetice). Îndatorat profund lui Boethius, Abélard va folosi textele acestuia în toate interpretările sale asupra lui Aristotel și Porfir. De altfel, se pare că el nici nu avusese contact decât cu cele două lucrări aristotelice menționate, despre restul Organon-ului știind numai prin intermediul lui Boethius.
În orice caz, problema pe care și-o pune și aici, ca și în alt text, Logica ingredientibus, este dacă Logica este o parte autonomă a filosofiei sau un simplu instrument al acesteia. Miza acestei întrebări este foarte importantă. Dacă este știință separată, atunci ea poate fi „pusă la lucru” în mod autonom, existând posibilitatea, de pildă, de a descoperi adevăruri în mod independent de revelație. Cazul lui Anselm din Canterbury, care găsise acele rațiuni necesare pentru adevărurile de credință, fără a apela la autoritățile tradiției (sfinții părinți), formulând chiar și celebrul său argument ontologic, îi era cunoscut .
Antecedentele acestei întrebări se găsesc în disputa dintre Stoici și Școlile peripatetice, dispută pe care Boethius o soluționase (adoptând, probabil, poziția lui Ammonius). Stoicii susținuseră că Logica este o parte autonomă a filosofiei, cu obiect și finalitate proprie, la fel cum sunt Fizica și Etica (cum se știe, Stoicii postulau această tripartiție a Filosofiei). Pe de altă parte, tradiția Peripatetică susținea caracterul instrumental al logicii: ea nu face decât să ne ajute în elaborarea filosofiei practice și teoretice. 
Urmându-l pe Ammonius, Boethius optase pentru ambele variante. Invocând analogia cu părțile corpului omenesc (de exemplu mâna), spusese că logica este și parte a filosofiei dar și instrument al acesteia. La fel procedează și Abélard. Logica este, cu alte cuvinte, atât o știință particulară, cu obiect de studiu propriu, cât și o metodă generală pentru toate celelalte științe.
Astfel, logica este, pentru Abélard, dialectică, fie în sens restrâns (cel care se referă la dialectica în calitate de instrument pentru elaborarea argumentelor probabile, instrument al retorului sau oratorului), fie în sens larg (stoic), pentru care dialectica înseamnă logică, adică o știință. În acest sens larg, logica se ocupă cu construirea argumentelor (de ratione argumentorum compenenda), putând fi definită ca știință a discursului (ratio disserendi). Sarcina sa este aceea de a stabili adevărul și falsitatea într-un discurs (atât în sensul de construcție, de descoperire a argumentelor, cât și în cel de confirmare a lor, de identificare a valorii de adevăr). 
Valoarea de adevăr a unui argument depinde de două lucruri: dispoziția termenilor și natura lucrurilor. Pentru aceasta, logica are în vedere numele, propozițiile, descoperirea argumentelor și, în final, confirmarea lor.

## Etica
În ultimii ani ai săi, Abélard a compus un voluminos comentariu la Epistola către Romani precum și cartea sa de morală intitulată „Etica sau cunoaște-te pe tine însuți” (Ethica seu liber dictus: Scito teipsum). Preocupările în domeniul moralei erau mai vechi: în corespondența sa cu Heloise încercase să răspundă unor întrebări ridicate de aceasta și, nu în ultimul rând, întreaga sa viață, marcată de această relație, fusese în sine o sursă de asemenea probleme.
Titlul cărții fixează ca obiect principal autoexaminarea în vederea conștientizării surselor culpei, astfel încât principala problemă vizează răspunsul la întrebarea: „Ce este păcatul?” O întrebare-simptom, am putea spune, pentru faptul că spiritualitatea europeană pare a redescoperi tema socratic-augustiniană a întemeierii interioare a moralei. „Multe din actele noastre par rele fără a fi astfel în realitate, deoarece nu sunt precedate de o intenție rea!” – scrisese Papa Urban al II-lea, o exclamație sub semnul căreia se regăsește și cartea lui Abélard.
La începutul capitolului al treilea ne surprinde o frază al cărei substrat dialectic (nu trebuie să ignorăm nici în acest context etic că Abélard era un dialectician) este profund: „această consimțire o numim la propriu păcat, adică vina sufletului prin care acesta ne face pasibili de învinovățire”. Suntem încredințați că Abélard știa foarte bine, de la Porfir, ce înseamnă „propriu” : ceva ce aparține unei singure specii, în totalitatea ei și întotdeauna. Cu alte cuvinte, păcatul este o înclinație proprie întregii specii umane, numai ei și fără limitare temporală. Intenția lui Abélard este prin urmare aceea de a defini păcatul în mod riguros: este altceva decât viciul și altceva decât fapta rea. Înțelegem astfel că păcatul nu aparține naturii și nici corporalității. El trebuie înțeles ca o consimțire față de ceva ce, fiind un propriu, nu aparține naturii sau esenței noastre.
Există prin urmare o deficiență proprie omului nu ca natură în sine ci ca natură căzută. Aceasta este o condiție dată, o precaritate cu care ne naștem ca indivizi și care se numește viciu. Față de ceea ce ar trebui să fie natura umană generică, individul conține o „viciere” sufletească (animi vitium), pe care poate alege să o perpetueze sau să o repare. Dacă alege să o perpetueze înseamnă că cedează în fața acestei precarități, adică își dă consimțământul față de ea, ceea ce este echivalent cu a refuza natura umană în sine. Acest refuz înseamnă a nega autenticitatea naturii umane originare, adică a ofensa pe Dumnezeu. Acesta este păcatul iar lui îi urmează, pe cale de consecință, abținerea de la a face ceea ce ar trebui făcut în acord cu natura originară, dacă nu ar fi existat refuzul.
Discuția are loc deci pe temeiul a trei termeni centrali: viciu (animi vitium), păcat (peccatum) și făptuire rea (actio mala). Viciul este precaritatea moștenită care dă înclinația sau posibilitatea de a ne împotrivi naturii noastre, păcatul este însăși consimțirea la această posibilitate, fiind echivalent cu „a nu face ceea ce credem că trebuie să facem pentru Creatorul nostru”. În acest sens, păcatul reprezintă o non-făptuire, o abținere de la ceea ce ar fi firesc să facem, deoarece păcatul nu are o cauză propriu-zisă, este non-substanțial („nulla esse substantiam peccati”). În consecință, făptuirea rea (actul exterior al păcatului ca și consimțire) reprezintă o „abținere” de la a face ceea ce trebuie făcut. Altfel spus, făptuirea rea nu este un păcat în sine, este numai materia păcatului; păcatul are loc înaintea făptuirii, în interior, sub forma consimțământului.
Înțeles astfel, ca non-făptuire sau abținere, păcatul nu este o acțiune ci o „pasivitate”, o cădere, o inerție. Este prin urmare evident că el nu reprezintă o interacțiune cu Dumnezeu. Dimpotrivă, a inter-acționa cu Dumnezeu ar trebui să însemne refuzul (activ) de a păcătui. Or, fiind vorba de o non-acțiune, nu putem spune că prin păcat aducem vreo daună lui Dumnezeu. Acesta este motivul pentru care păcatul nu este o categorie juridică și deci relația omului cu Dumnezeu nu poate fi înțeleasă ca una de drept (ea nu presupune daune). Păcatul este un dispreț: consimțind la viciu omul disprețuiește, prin refuz, pe Dumnezeu.
„Această consimțire o numim la propriu păcat, adică vina sufletului prin care acesta ne face pasibili de învinovățire, sau care este socotită răspunzătoare în fața lui Dumnezeu. Căci ce este oare această consimțire dacă nu disprețul față de Dumnezeu, o ofensă adusă Lui? Căci ofensa adusă lui Dumnezeu nu constă în vreo daună, ci în dispreț, deoarece El este puterea supremă pe care nici o daună n-o poate leza dar care pedepsește disprețul față de ea”. 
Consecința este că acțiunile exterioare sunt, în sinea lor, moral indiferente. Ceea ce le dă valoare morală este intenția și consimțământul. Dumnezeu nu privește asupra faptei ca atare ci asupra intenției, prin urmare nu pedepsește actul ci intenția. Un act comis din ignoranță sau prin forță nu poate fi rău, dacă nu este însoțit de consimțământ. Criteriul moralei este, în acest fel, propria noastră conștiință, deoarece păcatul înseamnă consimțire, nu lucru.
Este imposibil să nu remarcăm faptul că în etică Abélard este consecvent cu principiul său ontologic: toate lucrurile sunt individuale. Ele nu au un sens universal iar numele care stau pentru mai multe lucruri reprezintă convenții mentale (intenții). Prin urmare faptele particulare nu pot fi considerate „păcate” în sine, deoarece nu există un temei universal al acțiunii. Fiecare act are în spate o intenție și un consimțământ, fără de care fapta („lucrul”) nu are valoare morală. 
Pe de altă parte, este limpede că nutrirea intimă a dorinței în lipsa satisfacerii efective a poftelor nu ne absolvă de păcat. Tocmai pentru că păcatul nu este acțiunea în sine, nu înseamnă că abținerea de la acțiune ne-ar pune în afara păcatului căci, o dată cu nutrirea poftei, sufletul nostru poate consimți la dezirabilitatea actului de satisfacere a ei. Virtutea (ca virtute sufletească) înseamnă eliminarea dorinței, lupta cu viciul. Păcatul este deci ceva strict interior, el nu poate fi nici sporit, nici scăzut prin cantitatea actelor. Una din propozițiile abélardiene condamnate la conciliul din Sens a fost aceea că cei care l-au crucificat pe Hristos nu au comis un păcat deoarece au acționat din ignoranță.